# ハリソン駅 (パストレイン)
ハリソン駅（Harrison）は、ニュージャージー州ハリソン町のパセーイク川と州間高速道路280号の間を走るフランク・E・ロジャース・ブールバード（郡道697号）にあるパストレインの駅である。ニューアーク-ワールド・トレード・センター線の列車が停車する。

## 駅構造
| P プラットホーム | 相対式ホーム、右側ドアが開く | 相対式ホーム、右側ドアが開く                                            |
| P プラットホーム | 西行線                       | ← NWK–WTC ニューアーク駅行き （終点）                                   |
| P プラットホーム | 北東回廊                     | ← Amtrak/北東回廊線/ノースジャージーコースト線/ラリタンバレー線 通過    |
| P プラットホーム | 北東回廊                     | → Amtrak/北東回廊線/ノースジャージーコースト線/ラリタンバレー線 通過    |
| P プラットホーム | 北東回廊                     | → Amtrak/北東回廊線/ノースジャージーコースト線/ラリタンバレー線 通過    |
| P プラットホーム | 東行線                       | → NWK–WTC ワールド・トレード・センター駅行 （ジャーナル・スクエア駅） → |
| P プラットホーム | 相対式ホーム、右側ドアが開く |                                                                         |
| M                | メザニン                     | エントランス/出口、自動券売機、改札口                                   |
| G                | -                            | 地上階                                                                  |

ハリソン駅は北東回廊にある相対式ホーム2面5線の駅である。両脇の2線は第三軌条方式で電化されており、パストレインのニューアーク-ワールド・トレード・センター線が使用する。中央の3線は架空電車線方式で電化され、アムトラックの列車とニュージャージー・トランジットの北東回廊線、ノースジャージーコースト線およびラリタンバレー線の列車が通過する。2013年から2019年にかけて駅の改築工事が行われてバリアフリー設備が設置された。

## 駅周辺
- レッドブル・アリーナ（MLS・ニューヨーク・レッドブルズ本拠地）

## 外部リンク

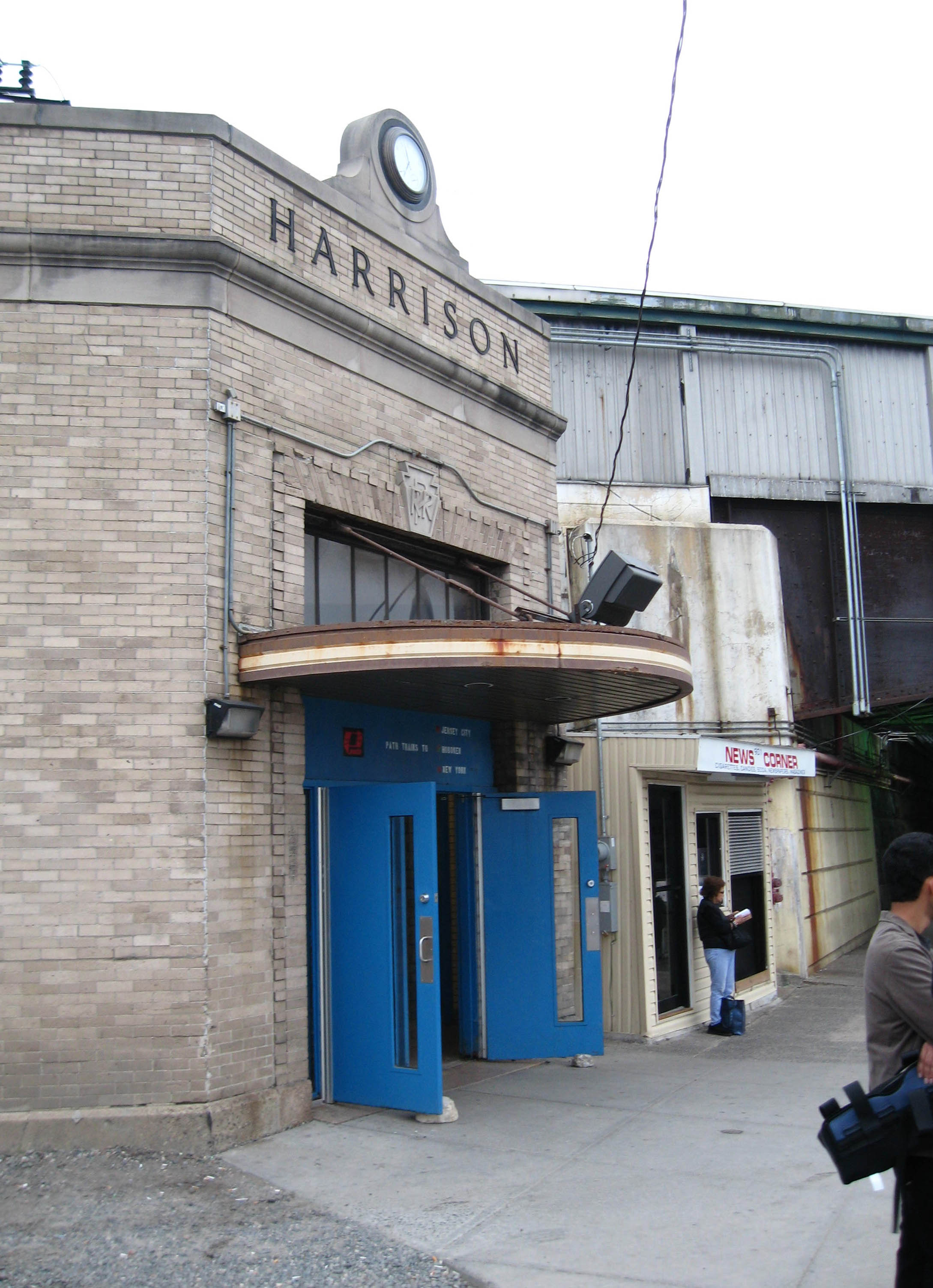
ハリソン駅のエントランス。ドアの上にペンシルバニア鉄道のロゴが残っている。